# 디노 초프
디노 초프, OMRI 대장군장(이탈리아어: Dino Zoff ˈdiːno dˈd͡zɔf[*], 1942년 2월 28일, 프리울리-베네치아 줄리아 주 마리아노 델 프리울리 ~)는 이탈리아의 전 프로 축구 선수로, 현역 시절 골키퍼로 활약했다. 그는 월드컵 역사상 최연장 우승 선수로, 그는 1982년 대회에서 40세 4개월 13일의 나이로 이탈리아 국가대표팀 주장을 맡았다. 그는 대회 최우수 골키퍼로도 꼽혔는데, 2차례 무실점을 기록했고, 안방에서 열린 유로 1968도 제패했다. 초프는 월드컵과 유럽 선수권 대회를 모두 석권한 유일한 이탈리아 선수이다. 그는 유벤투스에서도 큰 성과를 냈는데, 세리에 A를 6번, 코파 이탈리아를 2번 우승했고, 1976-77 시즌에는 UEFA컵을 우승했고, 1972-73 시즌과 982-83 시즌에는 유러피언컵 준우승을 거두었고, 1973년에는 인터콘티넨털컵 준우승도 거두었다.
초프는 기량이 뛰어난 수문장으로, 축구 역사상 정상급 골키퍼로 거론되었으며, 국제 축구 역사 통계 연맹에서는 레프 야신과 고든 뱅크스에 이어 그를 20세기 역대 최고 골키퍼 3위에 그의 이름을 올렸다. 그는 1972년부터 1974년까지 1,142분 동안 국가대표팀 경기에서 1골도 허용하지 않아, 국가대표팀 역대 최장 시간 무실점 기록을 세웠다. 112번의 경기에 출전한 초프는 역대 최다 출장 6위에 올라 있다. 2004년, 펠레는 살아있는 위대한 125명의 축구인 목록에 그의 이름을 올렸다. 같은 해, 초프는 유럽 축구 연맹 50주년 여론 조사에서 이탈리아의 최우수 선수로 그를 꼽혔다. 그는 유벤투스에서 3관왕을 안타깝게 놓친 1973년에 발롱도르에서 2위에 올랐다. 1999년, 초프는 월드 사커지의 20세기 역대 최고의 선수 100명에 그의 이름을 올렸다.
현역 은퇴 후, 초프는 감독일을 시작해, 이탈리아 국가대표팀을 이끌고 유로 2000 결승전에 올랐지만, 프랑스에 패했고, 국가대표팀 외에도 몇몇 이탈리아 구단을 지도했다. 그 중 친정 유벤투스 소속으로는 선수 시절에도 우승해본 1989-90 시즌에 UEFA컵과 코파 이탈리아를 우승해 2관왕을 달성했다. 2014년 9월, 초프는 자서전 영광은 찰나일 뿐(Dura solo un attimo, la gloria)을 출판했다.

## 유년 시절
디노 초프는 이탈리아 프리울리-베네치아 줄리아 주 마리아노 델 프리울리의 농가 출신이다. 그의 부친의 제안에 따라, 초프는 처음에 축구에서 별 성과를 거두지 못할 것에 대비해 기기공이 되기 위해 학업을 병행했다. 각광받는 유망주였던 초프는 다른 스포츠에도 관심을 주었는데, 그의 본보기로 사이클 선수 파우스토 코피와 경보 선수 아브돈 파미치를 꼽았다.

## 클럽 경력

### 우디네세, 만토바, 나폴리

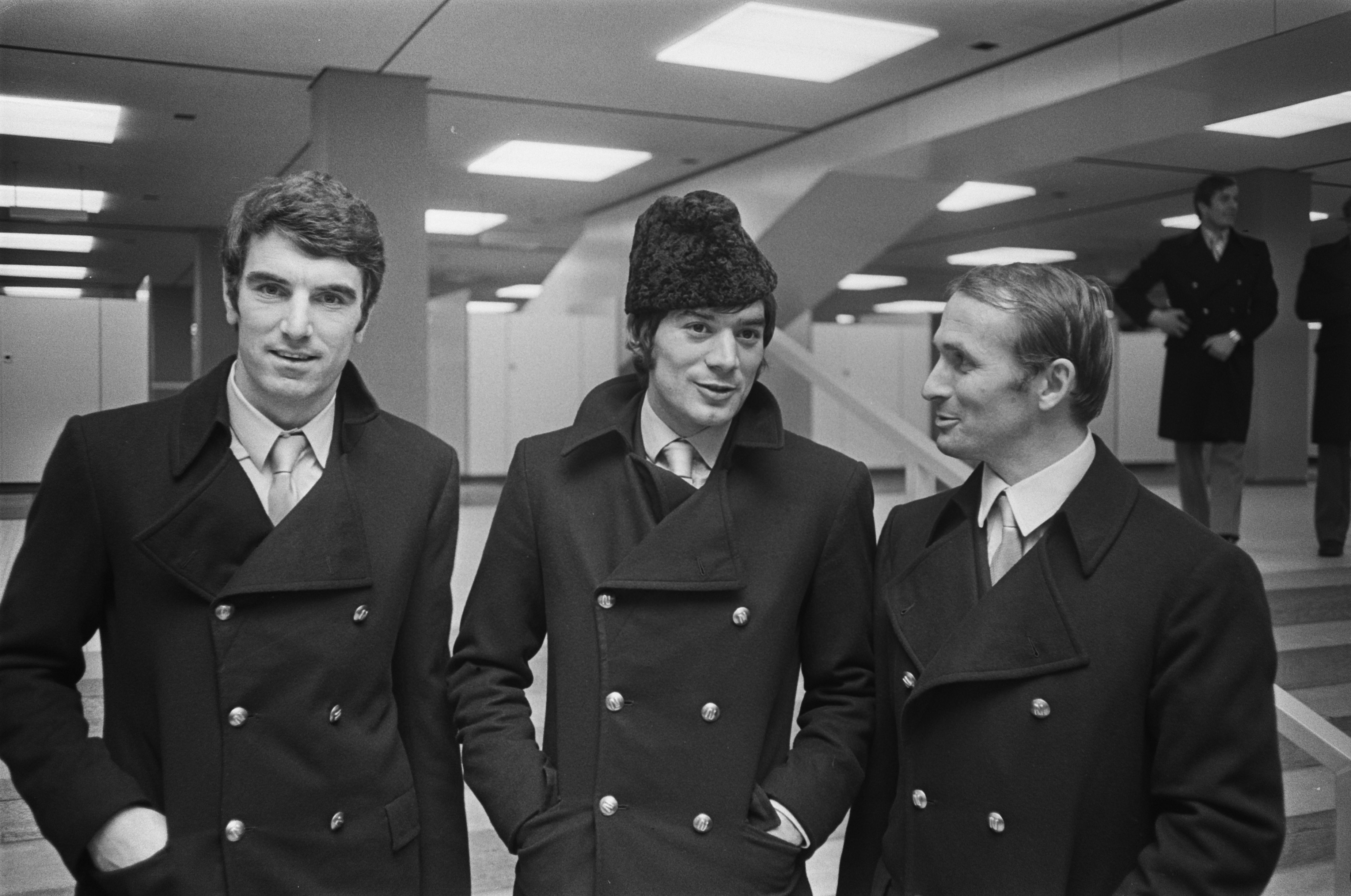
1970년 1월, 안토니오 율리아노와 쿠르트 함린과 아약스와의 인터시티스 페어스컵 경기를 앞두고 스히폴 공항에서 촬영한 초프 (좌측).

초프는 불안하게 현역 무대에 첫발을 뗐는데, 14세였을 때 그는 인테르나치오날레와 유벤투스에 입단 시험을 보았지만, 키가 크지 않다는 이유로 거절되었다. 5년 후, 그는 키가 33cm 자랐는데,(그의 조모 아델라이데는 그에게 매일 8개의 달걀을 섭취해 보라고 제안했다) 그는 1961년 9월 24일에 2-5로 패한 피오렌티나와의 경기에서 우디네세 소속으로 세리에 A 신고식을 치렀지만, 이 경기에서 그는 실점으로 비판의 대상이 되지는 않았다. 초프는 1년차에 단 4경기만 출전했는데, 우디네세는 이 시즌 끝에 세리에 B로 강등되었다. 그는 이듬해에 주전 수문장으로 활약해 소속 구단의 세리에 A 복귀해 일조했고, 1963년에 만토바로 이적해 4년을 보내며 131번의 경기에 출전했다.
그는 1부 리그 만토바에서 맹활약을 하며 대형 구단의 주목을 받았고, 이탈리아 국가대표팀의 에드몬도 파브리 감독은 그를 1966년 월드컵의 후보 수문장으로 차출할 생각도 했지만, 결국 그는 엔리코 알베르토시, 로베르토 안촐린, 그리고 피엘루이지 피차발라를 선택했다. 1967년, 초프는 나폴리로 클라우디오 반도니와 교환되어 입단했는데, 당시 그의 이적료는 130M ITL이었다. 초프는 나폴리에서 5년을 보내며 143번의 세리에 A 경기에 출전했다. 그는 나폴리에서 이탈리아 전역의 관심과 찬사를 한몸에 받으며 1968년에 이탈리아 국가대표팀에 입성했고, 유로 1968과 1970년 월드컵을 이탈리아 선수단 일원으로 참가했다.

### 유벤투스
국가대표팀과 나폴리에서 개가를 올리던 초프는 1972년에 30세의 나이로 유벤투스로 이적하여 성공을 이어나갔다. 초프는 유벤투스와 11년을 동행하며 세리에 A를 6번 우승했고, 코파 이탈리아를 2번, UEFA컵을 1번 우승했으며, 유러피언컵도 2번 결승까지 올라갔고, 1978년에는 유러피언컵 준결승에 올라갔으며,(이 시즌에 초프는 아약스와의 8강전에서 페널티킥을 2번 막아내어 무실점 승리를 견인했다.) 1979-80 시즌에는 유러피언 컵위너스컵 준결승전에 올랐다. 1973년, 그는 세리에 A 우승을 하고, 코파 이탈리아와 유러피언컵 준우승을 거두어 안타깝게 역사적인 3관왕이 무산된 해에 발롱도르 2위에 이름을 올렸다. 같은 해 유벤투스는 인터콘티넨털컵도 준우승으로 마무리했다. 아틀레틱 빌바오와의 1977년 UEFA컵 결승전 대결에서 초프는 '도플갱어' 바스크인 골키퍼 호세 앙헬 이리바르를 이겼다.
초프는 모든 대회를 통틀어 479번의 유벤투스 경기에 출전했는데, 이 중 세리에 A에서 330번의 경기에 출전(이 330번의 경기 모두 연달아 출전함에 따라, 그는 구단 역사상 최다 연속 출전 선수로 기록되었다)했고, 코파 이탈리아에는 74번, 유럽대항전에는 71번, 그리고 기타 구단 대항전에는 4번을 출전했다. 그는 현재 유벤투스의 역대 최다 출전 6위에 이름을 올리고 있으며, 세리에 A는 역대 최다 출전 7위이고, 코파 이탈리아는 역대 3위, 유럽대항전 역대 최다 출전 7위이며, 국제 대회 역대 최다 출전 9위이다.

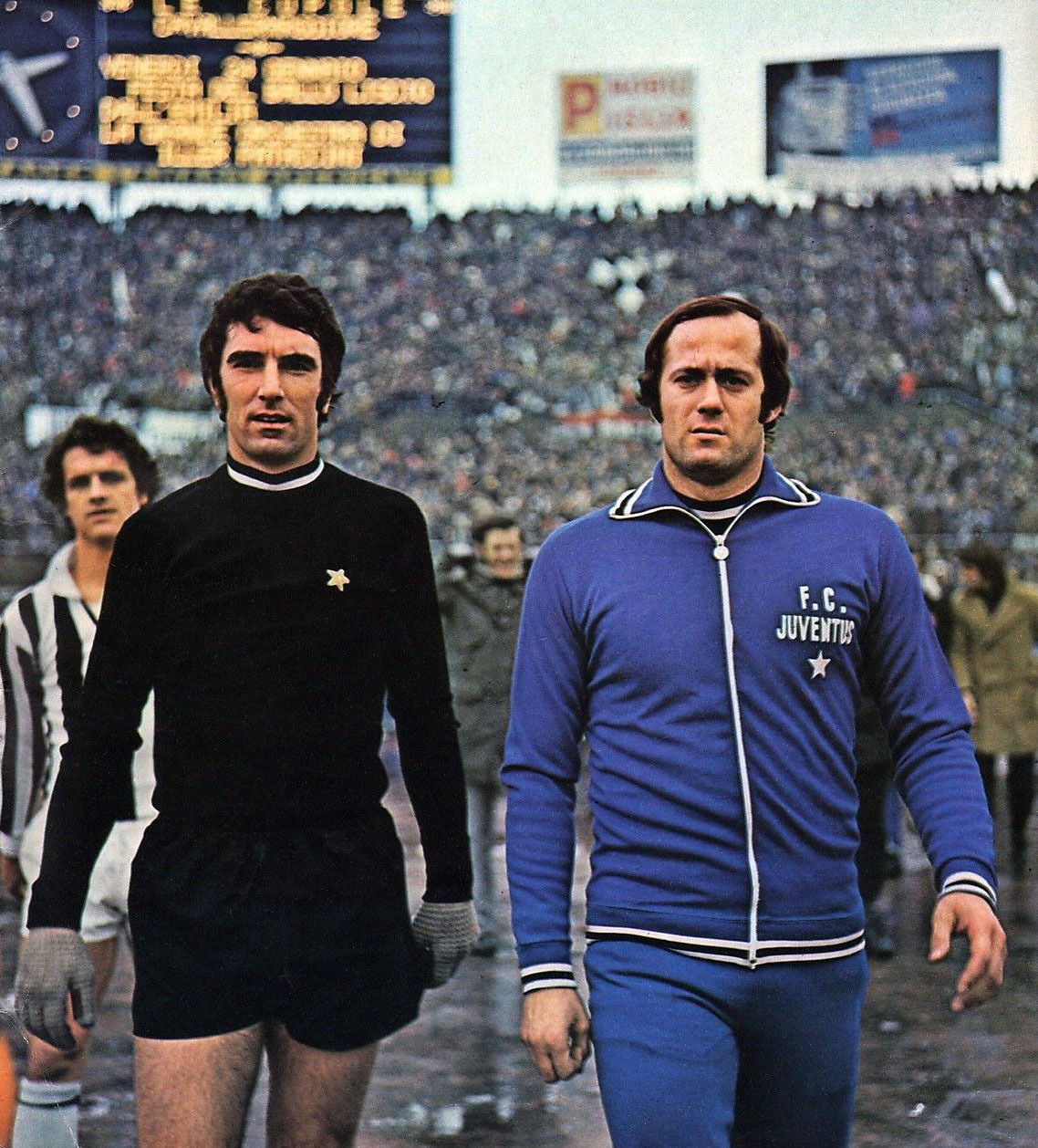
1975년, 유벤투스의 초프(좌측)와 그의 후배 골키퍼 마시모 필로니, 그리고 배경의 동료 파비오 카펠로

초프는 1981-82 시즌에 유벤투스에서 자신의 마지막 세리에 A 우승을 거두었고, 같은 해 이탈리아 국가대표팀에서 1982년 월드컵을 주장으로서 우승했다. 이듬해인 1982-83 시즌은 그의 마지막 해로, 디노 초프는 코파 이탈리아를 우승했고, 자신의 2번째 유러피언컵 결승전에 올랐다. 그러나 유벤투스는 1983년 5월 25일에 아테네에서 열린 함부르크와의 결승전에서 펠릭스 마가트에 장거리 골을 헌납하면서 0-1로 석패했다. 이 경기를 끝으로 초프는 은퇴했다. 그의 마지막 리그 경기는 1983년 5월 15일에 열린 제노아와의 안방 경기로, 이 경기에서 4-2로 이겼다.

### 클럽 기록
은퇴 시점에, 초프는 41세로 세리에 A 역사상 최고령 선수였고, 20년 넘게 세리에 A 570번의 경기에 출전한 선수로, 역대 최다 출장 기록을 세웠으나, 이 기록은 2005-06 시즌에 라치오의 골키퍼 마르코 발로타와 밀란의 수비수 파올로 말디니가 나란히 경신했다. 초프는 그의 기록을 1993-94 시즌에 넘어선 밀란의 수문장 세바스티아노 로시에 이어 세리에 A 단일 시즌 최소 실점 3위의 선수로, 그보다 단일 시즌 실점이 적을 골키퍼는 잔루이지 부폰과 세바스티아노 로시밖에 없고, 세리에 A 최다 무실점 기록도 세웠는데, 1972-73 시즌에 903분 무실점 기록을 세웠고, 1993-94 시즌에 로시가 깼다. 부폰은 2015-16 시즌에 이 기록을 또 경신했다. 그는 로시(9경기)와 함께 세리에 A 역대 최다 경기 연속 무실점 기록도 세웠지만, 2016년에 잔루이지 부폰이 10경기 연속 무실점에 성공하며 이 기록을 깼다. 세리에 A 570 경기에 출전한 초프는 세리에 A 역대 최다 출전 6위로, 그는 세리에 A 역사상 최고령 출전 4위에 이름을 올리고 있다. 그는 1972년 5월 21일(0-0으로 비긴 나폴리의 볼로냐전 안방 경기)부터 1983년 유벤투스에서의 최종전까지 332번의 세리에 A 경기에 연속 출전해 이 부문 최다 기록을 세웠다. 41세 86일로, 초프는 유러피언컵이나 챔피언스리그 결승전에 출전한 최고령 선수이기도 하다.

## 국가대표팀 경력
이탈리아의 성인 국가대표팀을 대표로 출전하기 전, 초프는 이탈리아 U-23 국가대표팀 일원으로 1963년 지중해 게임 금메달을 목에 걸었다. 1968년 4월 20일, 초프는 나폴리에서 2-0으로 이긴 불가리아와의 유로 1968 8강전 경기에서 이탈리아 국가대표팀 첫 경기를 치렀다. 초프는 결국 경쟁자 엔리코 알베르토시를 밀어내고 대회 본선의 주전 골키퍼로 도약했고, 이탈리아는 안방에서 열린 유럽 선수권 대회에서 우승을 거두었는데, 초프는 대회 우승 당시 국가대표팀 경기에 불과 4번밖에 출전하지 못했는데, 2경기에서 무실점으로 틀어막았고, 대회 종료 후 최우수 골키퍼로 이름을 올렸다. 그러나, 초프는 결승전까지 올라가 브라질에게 1-4로 패한 1970년 월드컵에서 알베르토시에게 본선 주전 골키퍼 자리를 내주고 후보로 밀려나기도 했다. 그 후, 그는 다시 알베르토시를 제치고 주전 골키퍼가 되었으나, 1974년 월드컵에서 1차 조별 리그에서 조기에 탈락하는 실망스러운 성적을 냈다.

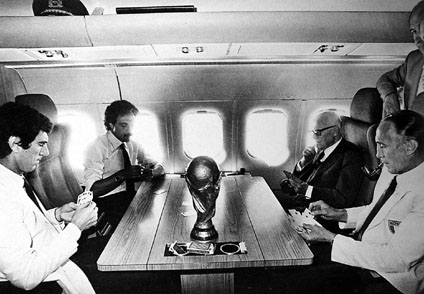
1982년 월드컵을 우승하고 스페인에서 출발한 귀국행 비행기에서 스코포네 카드놀이를 하는 프란코 카우시오, 산드로 페르티니 이탈리아 대통령, 초프(좌측 하단), 그리고 엔초 베아르초트 감독.

초프는 1972년부터 이탈리아의 부동의 주전 수문장이 되었고, 1978년 월드컵에 이탈리아 선수단 일원으로 참가해 4위로 마감했는데, 이 과정에서 3경기를 무실점으로 틀어막았다. 이탈리아는 2차 조별 리그에서 네덜란드에게 1-2로 역전패하면서 3위 결정전으로 밀려났다. 경기 후, 초프는 아리 한의 장거리 결승골을 헌납하며 그답지 않은 실책을 범해 지탄의 대상이 되었다. 초프는 안방에서 열린 유로 1980에서도 다시 부동의 주전으로 섰지만, 이번에도 결승에 진출하지 못하였고, 대회를 다시 4위로 마감했다. 초프는 유로 1980에서 3경기를 무실점으로 끝냈고, 3위 결정전에서 단 1골만을 실점했지만, 이탈리아는 승부차기 끝에 패했다. 초프는 12년 전 유로 1968에서 우승할 당시처럼 다시 대회 최우수 수문장으로 꼽혔다. 이 2번의 대회에서 초프는 유럽 선수권 대회 역대 최장 시간 무실점 기록을 세웠지만, 나중에 이케르 카시야스가 유로 2012에서 그의 기록을 넘어섰다. 초프는 유럽 선수권 대회 최장 시간 무실점 기록도 세웠는데, 이도 2011년에 국가대표 후배인 부폰이 넘어섰다. 그러나, 그는 예선전과 본선전을 통틀어 유럽 선수권 대회 최장 시간 무실점 기록을 유지하고 있는데, 1975년부터 1980년까지 8경기동안 784분 연속 무실점으로 틀어막았다. 카시야스, 부폰, 그리고 토마스 미레와 함께 유럽 선수권 단일 대회 최저 실점 기록 골키퍼로, 그는 유로 1968에서 단 1골만을 허용했다. 이들 중, 초프와 카시야스만이 대회를 우승하면서 동시에 기록을 세웠다.
그러나, 초프가 거둔 최대 성과는 스페인에서 열린 1982년 월드컵을 우승한 것으로, 그는 불혹의 주장으로서 이탈리아를 대회 정상에 올려놓았는데, 그는 월드컵 역사상 최고령 우승 선수였다. 대회 내내, 그는 2번의 경기를 무실점으로 마쳤는데, 7월 5일에 열린 우승 후보 브라질과의 2차 조별 리그 경기 막판에 결정적인 선방을 해 이탈리아가 3-2로 이기고 대회 준결승에 오를 수 있도록 일조했다. 7월 11일, 40세 133일의 디노 초프는 월드컵 결승전에 출전한 역대 최고령 선수로 이름을 올렸다. 이탈리아가 마드리드의 산티아고 베르나베우에서 서독을 3-1로 이기면서, 그는 선배인 잔피에로 콤비(1934년 대회)에 이어 월드컵을 우승한 2번째 주장으로 이름을 올렸다.(이후 이케르 카시야스와 위로 요리스가 같은 업적을 각각 스페인을 2010년에, 프랑스를 2018년에 정상으로 올려놓으며 어깨를 나란히 했다) 그는 이 대회에서의 맹활약으로, 대회 최우수 골키퍼로 선정되었다. 초프는 이탈리아의 월드컵 우승을 견인하면서 엔초 베아르초트 국가대표팀 감독은 그를 아래와 같이 칭찬했다:
그는 가장 힘들고 흥분되는 순간에서도 차분함을 유지할 수 있는 침착한 수문장이었습니다. 그는 겸손히 상대를 존중하며 2경기를 잘 버텼습니다. 브라질전이 끝나고, 그는 제게 말없이 뺨에 입을 맞추었습니다. 제게, 덧없는 순간은 월드컵 동안 느꼈던 가장 감정이 고조되는 순간이었습니다.

스페인에서 DC-9 비행기편으로 귀국하는 길에 초프는 산드로 페르티니(당시 이탈리아 공화국 대통령), 프란코 카우시오, 그리고 엔초 베아르초트 감독과 이탈리아의 국민게임이자 사회적 단체 스포츠로 통용되는 스코포네 카드놀이(scopone scientifico)를 하다가 찍힌 사진은 큰 화제를 모은 불멸의 한장으로 남았다. 앞서 동일 항공기는 페르티니와 교황 요한 바오로 2세의 개인 및 기관 전용으로 취항했었다. 2017년 4월, 이 항공기는 퇴역하여 바레세 인근의 볼란디아 항공 박물관에 전시되었다.
디노 초프는 1972년부터 1974년까지 국가대표팀 경기에서 1,142분동안 무실점으로 막아내며 국가대표팀 역대 최장시간 무실점 기록을 세웠다. 그의 무실점 행진을 멈춘 자는 1974년 월드컵 본선에서 그를 상대로 그림같은 골로 문을 연 아이티의 마노 사논이었다. 초프는 1983년 5월 29일, 0-2로 패한 스웨덴과의 유로 1984 예선전 원정 경기에서 마지막 국가대표팀 경기를 치렀다. 은퇴 시점에 초프는 112번의 국가대표팀 경기에 출전해 이탈리아 국가대표팀 역사상 최다 출전 선수로 이름에 올랐었다. 그는 현재 이 목록에서 6위에 올라 있으며, 골키퍼 중에는 잔루이지 부폰에 이어 2번째로 많은 경기를 출전했다.

## 경기 방식

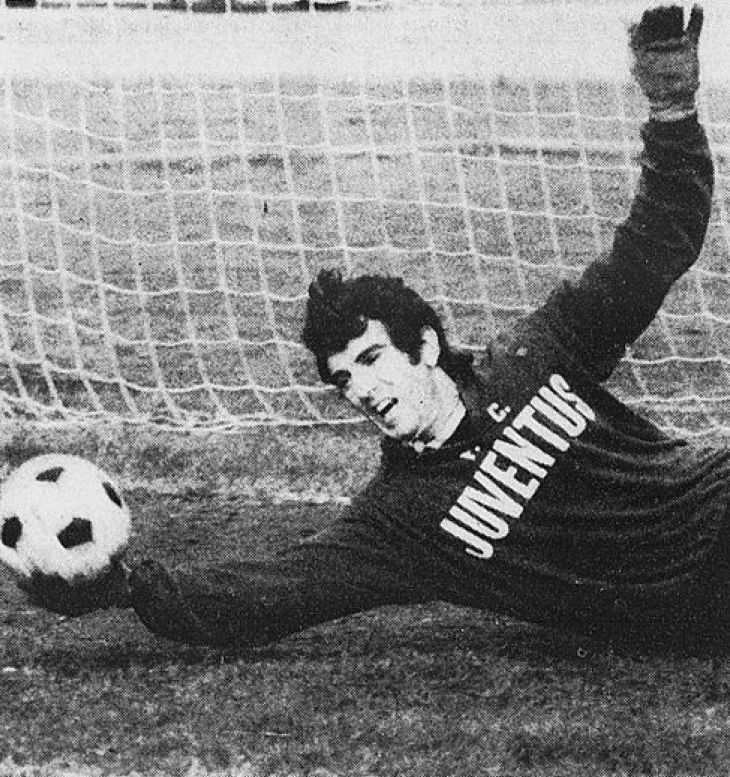
1973년 1월경, 유벤투스 훈련의 초프.

초프는 고전적인, 효율적이고, 노련한 수문장으로, 공을 막을 때에 화려함과 선방능력 자체보다는 효율과, 신중함에 무게를 두었으나, 힘과 운동신경을 결합해 필요한 순간에는 멋지게 뛰어들어 결정적인 선발도 가능했다. 그는 공을 다루는데 특출한 위치선정 능력으로도 회자되는데, 가운데로 배급되는 공을 막아내고, 집중력, 꾸준함, 차분함, 그리고 압박에서의 평정심 또한 회자된다. 그는 우아한 선수이기도 해서, 반응성이 좋고, 공을 잘 저지했다. 초프는 경기의 세세한 변화를 잘 주시했으며, 경기를 읽을 줄 알았고, 상대의 움직임을 에측해 수비와 조율하여 조직적인 수비진을 세웠고, 공을 회수한 뒤에는 후방에서 재빠르게 전개할 수 있도록 했다. 근엄하고 진지한 성격 외에도, 초프는 지도자적 역량, 올곧은 성격, 그리고 승부욕으로도 찬사를 받았고, 그에 따라 국가대표티에서 주장을 맡아 동료들에게 차분함과 자신감을 불어넣었다.  그러나, 초프는 때로 평론가로부터 먼 거리에서 날아오는 공에 약하다는 평이 있었고, 페널티킥을 막을 이상적인 골키퍼가 아니라고도 덧붙였다. 수문장 역량 자체 외에도, 훈련에서의 성실함, 헌신, 그리고 선수로서의 절제력으로, 초프는 체력, 긴 활동 기간, 그리고 의지력으로 거듭났고, 부상을 피해 몸을 잘 관리하며 성공적인 현역 생활을 보냈다. 더 나아지려는 의지를 스스로 보인 그는 현역 시절 내내 정상급 활약상을 보였는데, 말년에 30대 말에서 40대 초가 되며 노쇠화하는 데에도 기량이 하락하지 않았다. 역대 최고의 수문장으로도 손꼽히기도한 초프는 1999년에 국제축구역사통계연맹의 20세기 최고의 골키퍼 목록에 레프 야신(1위)과 고든 뱅크스(2위)에 이어 그의 이름을 3번째에 올렸고, 이탈리아의 20세기 최우수 골키퍼로, 야신에 이어 유럽 최고의 골키퍼 2위로도 올려놓았다.

## 감독 경력
현역 은퇴 후, 초프는 감독일을 시작했는데, 처음에는 유벤투스의 기술진에 합류해 골키퍼 코치를 맡았지만, 초프는 이 직위에서 그리 큰 보람을 느끼지 못했다. 그는 이후 이탈리아 올림픽 선수단의 코치를 맡았는데, 이탈리아 선수단을 서울에서 열릴 1988년 하계 올림픽 본선에 올려놓았고, 이후 유벤투스의 감독으로 복귀했다. 그가 떠난 이탈리아 올림픽 선수단은 대회 본선에서 4위의 성적을 거두었다. 초프는 1988년부터 1990년까지 유벤투스의 감독을 맡았다. 그러나, 그는 1989-90 시즌에 UEFA컵과 코파 이탈리아를 동시에 석권하고, 리그에서도 3위로 선전했지만, 해임되었다. 그는 이후 라치오로 이적해 1994년에 지휘봉을 잡았고, 나중에 구단의 단장을 역임해 1998년에 코파 이탈리아를 우승했고, 선수단의 UEFA컵 결승전 진출에도 일조해지만, 같은 이탈리아 구단 인테르나치오날레에 패해 준우승에 머물렀다.
1998년, 초프는 이탈리아 국가대표팀의 감독으로 취임했다. 비록 이탈리아는 신중하고 수비적으로 조직되었지만, 초프는 보다 개방적이고, 유동적이며, 공격적인 경기 방식을 지향해 전임 이탈리아 국가대표팀 감독인 체사레 말디니와 아리고 사키와는 대조되는 지향점을 보였다. 초프는 유로 2000 본선행을 이끌었고, 프란체스코 토티, 잔루카 참브로타, 스테파노 피오레, 마시모 암브로시니, 크리스티안 아비아티, 마르코 델베키오, 그리고 빈첸초 몬텔라를 비롯한 신예 선수들을 기용했다. 이탈리아는 신예들이 즐비한 선수단을 보유하여 우승 후보 0순위가 아니었지만, 유로 2000에서 결승까지 올라갔고, 2년 전 세계를 제패한 프랑스와의 결승전에서 다비드 트레제게에게 골든골을 헌납해 1-2로 석패했다. 결승전 길목에서 이탈리아는 공동 개최국이자 공격축구를 지향하는 네덜란드를 10명으로 견고한 수비를 선보이며 실점 없이 틀어막고 승부차기 끝에 이겼다. 대회 결승전에서 이탈리아는 후반 막판까지 1-0으로 앞섰지만, 경기 종료를 1분 앞두고 쇄도한 프랑스 공격수 실뱅 윌토르에게 동점골을 헌납했고, 경기는 연장전으로 이어졌다. 초프는 이탈리아를 결승으로 이끌고도 밀란의 회장이자 정치인인 실비오 베를루스코니의 비난에 등떠밀려 대회 종료 며칠 후 사표를 제출했다. 초프는 2000년 월드 사커 올해의 감독으로 선정되었다.
초프는 세리에 A와 코파 이탈리아를 석권하고 수페르코파 이탈리아나까지 챙겼지만 스벤-예란 에릭손이 떠나면서 공석이 된 라치오의 후임 감독으로 2001년에 복귀했고, 그 시즌 세리에 A를 3위로 마감했다. 그러나, 그는 그 다음 시즌인 2001-02 시즌 초에 3경기만 치르고 9월 20일에 성적 부진으로 사퇴했다. 2005년, 그는 세르조 부소의 후임으로 피오렌티나 감독이 되었다. 그는 비록 소속 구단을 최종전에서 강등으로부터 구제했지만, 이후 구단과 결별했다.

## 감독 방식
초프는 감독으로서 혼합 영역{zona mista, 혹은 "이탈리아 경기 방식"(Gioco all'Italiana)}을 이용해 빗장 전법(catenaccio)의 대인 방어와 지역 방어 체계를 병행했다. 비록 그는 유로 2000에서 4-4-2 배치 형태를 활용했지만, 이탈리아 국가대표팀에서는 주로 5-2-1-2 배치 형태를 썼다. 그는 선수단에 최후방 수비수를 두어 수비와 조직을 조율하는 역할을 맡겼고, 후방에서 압박의 시발점 역할을 맡도록 했다. 그는 선수단이 정지 상황과 배치 형태에만 의존하지 않고, 선수들과의 유대감을 돈독히 하며 승리의 의지를 심어 최적의 성과를 유도하여, 본능적인 창의성이 실전에서 발휘된다고 생각했다.

## 사생활
초프는 안나마리아 파세리니를 배우자로 맞이했다. 1967년, 초프 부부 사이에 아들 마르코를 두었다. 초프는 천주교 신자이다.
2015년 11월 28일, 초프는 신경성 바이러스의 감염으로 3주 동안 입원한 것으로 보도되었는데, 그에 따라 초프는 거동이 불편했다. 2015년 12월 23일, 초프는 쾌유중인 것으로 다시 보도되었지만, 다음과 같이 말한 것으로 알려졌다: "제 난생 처음 두려웠습니다... 두려웠다는 것은, 제 자신이 아니라 주변일로 두려웠다는 겁니다. 제 집사람, 제 아들, 제 손주들. 제 일거수일투족 모두죠. 제가 그들을 떠났다면 큰 상처를 줬을 겁니다" 그는 덧붙여서 다음과 같이 말했다: "어느 날, 제 침대 반대편에 두 명이 서 있는 걸 보았습니다. 둘은 가에타노 시레아(먼저 보낸 그의 전 동료)와 엔초 베아르초트(먼저 보낸 그의 전 국가대표팀 감독)의 얼굴을 하고 있었습니다. 둘은 웃고 있었어요. 저는 잠들지 않았고, 꿈이 아니였습니다. 저는 둘에게 말했죠: '아직은, 아직 아니야' 그리고 저는 아직 여기[이승]에 있죠."

## 경력 통계

### 클럽
| 구단      | 시즌      | 리그      | 리그 | 리그 | 코파 이탈리아 | 코파 이탈리아 | 유럽 | 유럽 | 합계 | 합계 | 주     |
| 구단      | 시즌      | 리그명    | 출장 | 골   | 출장          | 골            | 출장 | 골   | 출장 | 골   | 주     |
| --------- | --------- | --------- | ---- | ---- | ------------- | ------------- | ---- | ---- | ---- | ---- | ------ |
| 우디네세  | 1961–62   | 세리에 A  | 4    | 0    |               |               |      |      |      |      | [ 70 ] |
| 우디네세  | 1962–63   | 세리에 B  | 34   | 0    |               |               |      |      |      |      | [ 70 ] |
| 우디네세  | 합계      | 합계      | 38   | 0    |               |               |      |      |      |      | –      |
| 만토바    | 1963–64   | 세리에 A  | 27   | 0    |               |               |      |      |      |      | [ 71 ] |
| 만토바    | 1964–65   | 세리에 A  | 32   | 0    |               |               |      |      |      |      | [ 71 ] |
| 만토바    | 1965–66   | 세리에 B  | 38   | 0    |               |               |      |      |      |      | [ 70 ] |
| 만토바    | 1966–67   | 세리에 A  | 34   | 0    |               |               |      |      |      |      | [ 71 ] |
| 만토바    | 합계      | 합계      | 131  | 0    |               |               |      |      |      |      | –      |
| 나폴리    | 1967–68   | 세리에 A  | 30   | 0    |               |               | 4    | 0    |      |      | [ 71 ] |
| 나폴리    | 1968–69   | 세리에 A  | 30   | 0    |               |               | 3    | 0    |      |      | [ 71 ] |
| 나폴리    | 1969–70   | 세리에 A  | 30   | 0    |               |               | 6    | 0    |      |      | [ 71 ] |
| 나폴리    | 1970–71   | 세리에 A  | 30   | 0    |               |               |      |      |      |      | [ 71 ] |
| 나폴리    | 1971–72   | 세리에 A  | 23   | 0    |               |               | 2    | 0    |      |      | [ 71 ] |
| 나폴리    | 합계      | 합계      | 143  | 0    |               |               | 15   | 0    |      |      | –      |
| 유벤투스  | 1972–73   | 세리에 A  | 30   | 0    |               |               | 9    | 0    |      |      | [ 71 ] |
| 유벤투스  | 1973–74   | 세리에 A  | 30   | 0    |               |               | 2    | 0    |      |      | [ 71 ] |
| 유벤투스  | 1974–75   | 세리에 A  | 30   | 0    |               |               | 10   | 0    |      |      | [ 71 ] |
| 유벤투스  | 1975–76   | 세리에 A  | 30   | 0    |               |               | 4    | 0    |      |      | [ 71 ] |
| 유벤투스  | 1976–77   | 세리에 A  | 30   | 0    |               |               | 12   | 0    |      |      | [ 71 ] |
| 유벤투스  | 1977–78   | 세리에 A  | 30   | 0    |               |               | 7    | 0    |      |      | [ 71 ] |
| 유벤투스  | 1978–79   | 세리에 A  | 30   | 0    | 1             | 0             | 2    | 0    | 33   | 0    | [ 71 ] |
| 유벤투스  | 1979–80   | 세리에 A  | 30   | 0    |               |               | 8    | 0    |      |      | [ 71 ] |
| 유벤투스  | 1980–81   | 세리에 A  | 30   | 0    |               |               | 4    | 0    |      |      | [ 71 ] |
| 유벤투스  | 1981–82   | 세리에 A  | 30   | 0    |               |               | 4    | 0    |      |      | [ 71 ] |
| 유벤투스  | 1982–83   | 세리에 A  | 30   | 0    |               |               | 9    | 0    |      |      | [ 71 ] |
| 유벤투스  | 합계      | 합계      | 330  | 0    |               |               | 71   | 0    |      |      | –      |
| 경력 합계 | 경력 합계 | 경력 합계 | 642  | 0    |               |               | 86   | 0    |      |      | –      |

### 국가대표팀
| 국가대표팀 | 연도 | 출장 | 골 |
| ---------- | ---- | ---- | -- |
| 이탈리아   | 1968 | 5    | 0  |
| 이탈리아   | 1969 | 4    | 0  |
| 이탈리아   | 1970 | 2    | 0  |
| 이탈리아   | 1971 | 6    | 0  |
| 이탈리아   | 1972 | 5    | 0  |
| 이탈리아   | 1973 | 8    | 0  |
| 이탈리아   | 1974 | 8    | 0  |
| 이탈리아   | 1975 | 7    | 0  |
| 이탈리아   | 1976 | 10   | 0  |
| 이탈리아   | 1977 | 6    | 0  |
| 이탈리아   | 1978 | 12   | 0  |
| 이탈리아   | 1979 | 4    | 0  |
| 이탈리아   | 1980 | 12   | 0  |
| 이탈리아   | 1981 | 7    | 0  |
| 이탈리아   | 1982 | 13   | 0  |
| 이탈리아   | 1983 | 3    | 0  |
| 합계       | 합계 | 112  | 0  |

### 감독
2023년 3월 8일 기준
| 구단       | 국적     | 취임            | 해임            | 전  | 승  | 무  | 패 | 승률 % |
| ---------- | -------- | --------------- | --------------- | --- | --- | --- | -- | ------ |
| 유벤투스   | 이탈리아 | 1988년 7월 1일  | 1990년 6월 30일 | 104 | 53  | 34  | 17 | 50.96  |
| 라치오     | 이탈리아 | 1990년 7월 1일  | 1994년 6월 30일 | 154 | 57  | 58  | 39 | 37.01  |
| 라치오     | 이탈리아 | 1997년 1월 28일 | 1997년 6월 3일  | 16  | 9   | 5   | 2  | 56.25  |
| 이탈리아   | 이탈리아 | 1998년 7월 31일 | 2000년 7월 4일  | 22  | 10  | 7   | 5  | 45.45  |
| 라치오     | 이탈리아 | 2001년 1월 9일  | 2001년 9월 30일 | 32  | 17  | 8   | 7  | 53.13  |
| 피오렌티나 | 이탈리아 | 2005년 1월 25일 | 2005년 6월 7일  | 20  | 5   | 7   | 8  | 25.00  |
| 합계       | 합계     | 합계            | 합계            | 348 | 151 | 119 | 78 | 43.39  |

## 수상 및 업적

### 선수
유벤투스
- 세리에 A: 1972–73, 1974–75, 1976–77, 1977–78, 1980–81, 1981–82
- 코파 이탈리아: 1978–79, 1982–83
- UEFA컵: 1976–77
- 인터콘티넨털컵 준우승: 1973[75]
- 유러피언컵 준우승: 1972–73,[76] 1982–83[77]

이탈리아
- 월드컵
  - 우승: 1982
- 준우승: 1970
- 유럽 선수권 대회: 1968

### 감독
유벤투스
- 코파 이탈리아: 1989–90
- UEFA컵: 1989–90

이탈리아
- 유럽 선수권 대회 준우승: 2000

### 개인
선수
- 유럽 선수권 대회의 선수단: 1968,[79] 1980[80]
- 발롱도르 2위: 1973[81]
- 월드컵 대회의 선수단: 1982[82]
- FIFA 명예 훈장: 1984[83]
- 월드컵 최우수 골키퍼: 1982[82]
- IFFHS 20세기 이탈리아 최우수 골키퍼: 1999[8]
- IFFHS 20세기 유럽 최우수 골키퍼 2위: 1999[8]
- IFFHS 20세기 최우수 골키퍼 3위: 1999[8]
- 월드 사커 20세기를 빛낸 100명의 선수: 1999[10]
- 이탈리아 축구 연맹 선정 근 50년 이탈리아 역대 최우수 선수: 2003년 11월[84]
- UEFA 50주년 여론 조사 5위[85]
- FIFA 100[86]
- 골든 풋 "축구 전설"상: 2004[87]
- 이탈리아 축구 명예의 전당 헌액: 2012[88]
- 이탈리아 스포츠 명예의 거리 등록: 2015[89][90]
- IFFHS 전설[91]

감독
- 황금 파종자상: 1990[92]
- 월드 사커 올해의 감독: 2000[59]

### 서훈
이탈리아 공화국 공로장 3등급 / 사령관장: 1982
 이탈리아 공화국 공로장 2등급 / 대장군장: 2000

### 기록
- 월드컵 역대 최고령 결승전 출전 및 우승 선수: 1982, 40세 4개월 13일[33]
- 챔피언스리그/유러피언컵 역대 최고령 결승전 출전 선수: 1983[27]
- 유벤투스의 세리에 A 역대 최다 경기 연속 출전: 330경기(1972–1983)[20]
- 세리에 A 역대 최다 경기 출전: 332경기(1972–1983)[14]
- 국가대항전 역대 최장 시간 무실점: 1,142분(1972–1974).[9]
- 유럽 선수권 대회 예선 포함 역대 최장 시간 무실점: 784분(1975–1980)
- 단일 유럽 선수권 대회 역대 최저 실점: 1골(1968) (잔루이지 부폰, 이케르 카시야스, 그리고 토마스 미레와 동률)
- 유럽 선수권 대회 우승 주전 골키퍼 역대 최저 실점: 1골(1968) (이케르 카시야스와 동률)
- 월드컵 우승 골키퍼 주장 4명 중 하나: 1982 (나머지 셋은 잔피에로 콤비, 이케르 카시야스, 위고 요리스)[12][21]

## 같이 보기
- A매치 100경기 이상 출전한 축구 선수 명단

## 내용주
1. ↑  잔피에로 콤비의 934분 무실점 기록은 세리에 A가 출범한 1929-30 시즌 이전인 1925-26 시즌 프리마 디비시오네 시절에 이룩한 기록이었다.[22][23][24]
2. ↑  다음 출처 참고:[4][5][6][7][12][13][14][16][41][42][43][44][45][46][47][48][49][50]